# Family Sins

Family Sins é um filme estadunidense de 2004, do gênero drama, dirigido por Graeme Clifford.

## Elenco
- Kirstie Alley ... Brenda Geck
- Deanna Milligan ... Marie Devereaux
- Kathleen Wilhoite ... Nadine Devereaux
- Will Patton ... Philip Rothman
- Kevin McNulty ... Kenneth Geck
- David Richmond-Peck ... Joey Geck
- Erin Karpluk ... Carol Geck
- Steve Braun ... Richie Geck
- Brandon Baylis  ... Jeremy Devereau
- Patrick Gilmore ... Scott Mathers
- Viv Leacock  ... Leroy Hobbs
- Genevieve Buechner  ... Marie
- Kyla Wise  ... Susan Carter
- Chris Manyluk  ... Sgt. Jim Symons
- Terry King  ... Officer Paul Bradigan
- Peter Skagen  ... Trailer Park Manager
- James Purcell  ... Gino Petrocelli
- Louie Koutis  ... Reporter Douglas Cain
- Greg Lawson  ... Reverend Banks
- Crystal Balint  ... Woman at Yard Sale
- Lori Ravensborg  ... Journalist
- Maureen Jones  ... DCYF Social Worker
- Mary Black  ... Judge
- Brian Martell  ... Store Manager #1
- Peter Strand Rumpel  ... Store Manager #2
- Dean Hagopian  ... Mayor Haines
- Brieanna Moench  ... Sales Clerk
- Peter Lamarr  ... Motel Manager
- Don Bland  ... Cop at Station
- Barbara Gates Wilson  ... Woman with Dog
- Len Crowther  ... Male Neighbor
- Kate Newby  ... Female Neighbor
- Judy Gabriel  ... TV Anchorwoman
- Tim Koetting  ... Attorney General
- Patti Kim  ... Theresa
- Gianna Ryan Taylor  ... Norelle Geck
- Renée Amber  ... Woman in Jail
- Danny Korduner  ... State Policeman
- Michael Mee  ... State Policeman
- Holly Fortier  ... Woman in Jail
- Nancy MacDonald  ... Mabel
- Darcy Dunlop  ... Gary's Mother
- Michael Matthew Barker ... Television Reporter